# Alain Geiger
Alain Geiger (født 5. november 1960 i Uvrier, Schweiz) er en tidligere schweizisk fodboldspiller og nuværende fodboldtræner, der spillede som forsvarsspiller. Han var på klubplan primært tilknyttet FC Sion og Servette FC i hjemlandet, men havde blandt andet også et to-årigt ophold hos AS Saint-Étienne i den franske Ligue 1.
Geiger spillede mellem 1980 og 1996 intet mindre end 112 kampe og scorede fem mål for det schweiziske landshold, hvilket gør ham til den næstmest benyttede spiller i landets landsholdshistorie, kun overgået af Heinz Hermann.. Han repræsenterede sit land ved både VM i 1994 og EM i 1996.
Efter at have indstillet sin aktive karriere har Geiger forsøgt sig som træner, og har blandt andet stået i spidsen for Neuchâtel Xamax, FC Aarau og Grasshoppers. Han er (pr. januar 2011) cheftræner i den egyptiske klub Al-Masry.

## Titler
Schweiziske Mesterskab
- 1985 med Servette FC
- 1987 og 1988 med Neuchâtel Xamax
- 1992 med FC Sion

Schweiz' Pokalturnering
- 1980 og 1991 med FC Sion
- 1984 med Servette FC